# ماری هرون
ماری هرون (انگلیسی: Mary Harron؛ زادهٔ ۱۲ ژانویهٔ ۱۹۵۳) یک کارگردان و تهیه‌کننده اهل کانادا است. وی از سال ۱۹۸۷ میلادی تاکنون مشغول فعالیت بوده‌است.
وی کارگردان و فیلم‌نامه‌نویس فیلم روانی آمریکایی بوده‌است. او همچنین کارگردان فیلم دالی‌لند بوده‌است.